# Fiat 500X
Fiat 500X (Type 334) este un SUV crossover subcompact produs și comercializat de Stellantis (fostul Fiat Chrysler Automobiles), încă de la debutul său la Salonul Auto de la Paris în 2014.
Modelul a fost scos din gama Fiat în România la sfârșitul anului 2021.